# Bukit Panjang LRT

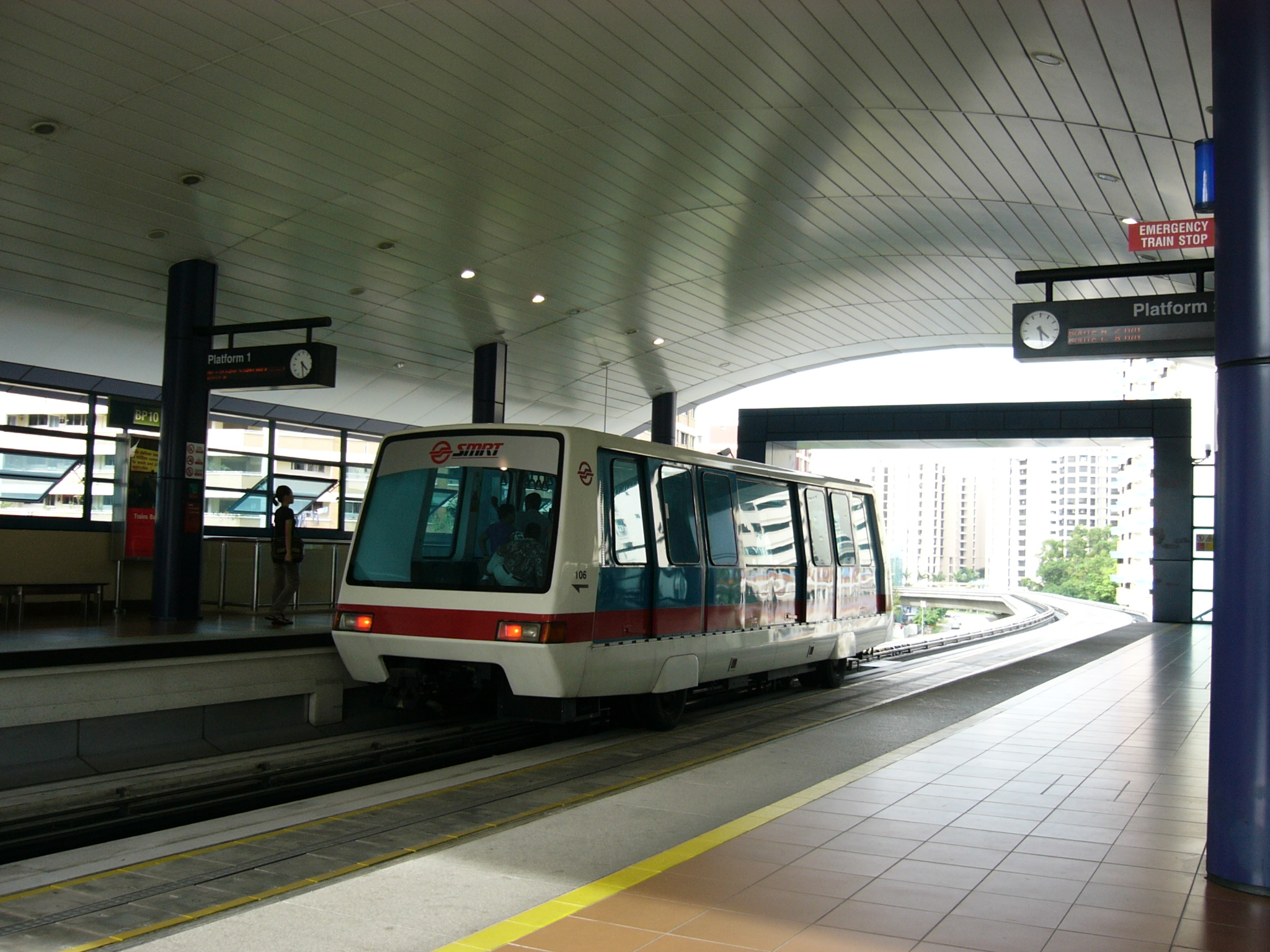
Eine Station der Bukit Panjang LRT

Die Bukit Panjang LRT ist ein vollautomatisches Kabinenbahnsystem in Singapur, das der Feinverteilung um den MRT-Bahnhof Choa Chu Kang (North-South-Line) dient. Die vollständig oberirdische Strecke ist 7,8 km lang, hat 13 Stationen und wird von SMRT Corporation betrieben.
Die anderen LRT-Linien sind Sengkang und Punggol LRT, diese wurden am 18. Januar 2003 bzw. am 29. Januar 2005 eröffnet.

## Technik
Bei der Kabinenbahn handelt sich um ein System mit Gummirädern und separaten Führschienen. Ein Fahrzeug hat zwei Achsen, wiegt 15,0 t, ist 12,8 m lang, 2,8 m breit und 3,4 m hoch. Es wird mit 600 V Gleichstrom betrieben und die Höchstgeschwindigkeit beträgt 55 km/h. Ein Wagen hat 22 Sitz- und 83 Stehplätze; es kann in Doppeltraktion gefahren werden. Es handelt sich um das System Bombardier CX-100, welches auch als SkyLine am Flughafen Frankfurt Main verwendet wird.
Die Reisegeschwindigkeit beträgt 25 km/h.
Da die LRT stellenweise sehr nah an Wohnhäusern vorbeifährt, sorgt ein System aus verankerten Signalgebern dafür, dass die hausseitigen Fensterscheiben undurchsichtig (ähnlich Milchglas, siehe Intelligentes Glas) werden, sobald sich die Waggons einem Wohnhaus nähern.

## Stationen
| Fahrzeit | Kürzel | Station       | Übergang                       |
| -------- | ------ | ------------- | ------------------------------ |
| 0/31     | BP1    | Choa Chu Kang | Nord-Süd-Linie NS4             |
| 2/30     | BP2    | South View    |                                |
| 3/28     | BP3    | Keat Hong     |                                |
| 5/27     | BP4    | Teck Whye     |                                |
| 6/25     | BP5    | Phoenix       |                                |
| 8/23     | BP6    | Bukit Panjang | Kurs A, B, C Downtown Line DT1 |
| 10       | BP13   | Senja         |                                |
| 12       | BP12   | Jelapang      |                                |
| 14       | BP11   | Segar         |                                |
| 15       | BP10   | Fajar         |                                |
| 18       | BP9    | Bangkit       |                                |
| 19       | BP8    | Pending       |                                |
| 21       | BP7    | Petir         |                                |

Der durchschnittliche Abstand zwischen den Stationen beträgt 600 Meter. Der Weg von den Wohnblocks zu einer Station beträgt maximal 400 Meter.
Die LRT-Station Ten Mile Junction war vom 10. Dezember 2010 bis zum 30. Dezember 2011 wegen Nachrüstungsarbeiten aufgrund der Schließung und Sanierung des Einkaufszentrums Ten Mile Junction (heute Junction 10) geschlossen und war damit die erste MRT/LRT-Station, die vollständig geschlossen wurde in Singapur nach der Eröffnung. Aufgrund der geringen Nachfrage wurde der Bahnhof ab dem 13. Januar 2019 endgültig geschlossen. Die Schließung des Bahnhofs führte auch zur Einstellung des Bukit Panjang LRT Service C, der früher von diesem Bahnhof aus verkehrte und über Senja in die Stadt Bukit Panjang fuhr. Der frei gewordene Bahnhof wird daher zur Ten Mile Junction Depot Extension umgebaut. Dies war auch die erste MRT- und LRT-Station in der Geschichte Singapurs, die dauerhaft geschlossen und außer Betrieb genommen wurde. Es ist die erste und einzige LRT-Linie, die von SMRT Light Rail betrieben wird.

## Strecke
Die Strecke besteht aus einem linearen Abschnitt zwischen Choa Chu Kang und Bukit Panjang, einer Schleife Bukit Panjang – Segar – Bangkit – Bukit Panjang und einer Stichstrecke Bukit Panjang – Ten Mile Junction. Es verkehren drei verschiedene Kurse:
- Kurs A: Choa Chu Kang – Bukit Panjang – Segar – Bangkit – Bukit Panjang – Choa Chu Kang
- Kurs B: Choa Chu Kang – Bukit Panjang – Bangkit – Segar – Bukit Panjang – Choa Chu Kang
- Kurs C: (eingestellt)Ten Mile Junction – Bukit Panjang – Segar – Bangkit – Bukit Panjang – Ten Mile Junction (und retour)

Der Kurs C verkehrte bis zu seiner Stilllegung am 13. Januar 2019 meist nur als Shuttle zwischen Ten Mile Junction und Bukit Panjang.

## Geschichte
Im September 1991 stellte die Urban Redevelopment Authority (URA) den überarbeiteten Konzeptplan 1991 vor, der eine neue Art von Zubringerschienen vorschlug, die neue Städte wie Yishun und Tampines bedienen könnten. Solche Systeme sollten vollautomatische und erhöhte Stadtbahnsysteme sein, die als schnellere Alternativen zu bestehenden Zubringerbussen dienen sollten. 1994 hatte der damalige Verkehrsminister Mah Bow Tan das MRTC beauftragt, den Einsatz von LRT zu untersuchen, und Bukit Panjang und Sengkang untersucht. MRTC beauftragte außerdem den britischen Berater Oscar Faber TPA mit der Durchführung einer Machbarkeitsstudie für ein LRT-System im Korridor Beach Road/Nicoll Highway in Erwartung der gestiegenen Nachfrage nach Transportdienstleistungen in der Region aufgrund mehrerer wichtiger Entwicklungen wie Suntec City, Marina Center und Shenton Way. Mah kündigte die Absicht der Regierung an, zwei LRT-Systeme in Bukit Panjang und Buona Vista zu testen. Auch für reifere Städte wie Toa Payoh wurden neue LRT-Systeme vorgeschlagen, weitere Entscheidungen sollten jedoch erst nach Durchführung der Pilotprogramme getroffen werden. Schließlich wurde die geplante LRT rund um Buona Vista aufgrund unzureichender Nachfrage nach der Bahnstrecke gestrichen. Einige davon, wie Tampines und Bedok, wurden später zum Straßenbahnsystem umgebaut.
Im Jahr 1995 wurden Studienreisen zu den Systemen SK und Véhicule Automatique Léger (VAL) in Frankreich unternommen, um die Machbarkeit des Baus von LRT-Systemen in der Nähe öffentlicher HDB-Wohnungen und die Integration des LRT in andere öffentliche Verkehrsmittel sowie die H-Bahn zu untersuchen in Deutschland, um die Möglichkeit der Implementierung eines solchen Systems für das Singapore Polytechnic und die National University of Singapore zu untersuchen. Die Jurong Region Line sollte später im Jahr 2001 ein Einschienenbahnsystem von Boon Lay nach NTU haben und wurde schließlich im Jahr 2013 durch das MRT-System ersetzt.
Neben der Nutzung des LRT-Systems als Zubringerdienst prüfte die Regierung auch die Machbarkeit seiner Nutzung, um benachbarte Städte wie Bedok-Tampines, Ang Mo Kio-Bishan-Toa Payoh und die Jurong-Gebiete miteinander zu verbinden.
Geplant war ein Nordzweig bestehend aus zwei bis vier LRT-Stationen für die LRT-Linie Punggol, der Pendler vom LRT-Bahnhof Punggol über die LRT-Stationen Sam Kee und Teck Lee gebracht hätte, bevor er von den West Loop-Gleisen auf diesen Zweig abzweigte und in der Nähe endete Coney Island. Die Zweigstelle wurde nie gebaut, sondern war erst in der Planungsphase der Punggol LRT seit 2000 sichtbar. Sie wurde durch die MRT-Station Punggol Coast ersetzt, nachdem die nächste Phase von Punggol gebaut wurde und Busverbindungen eingeführt werden, um das Gebiet zu bedienen.
Die Bahn wurde am 6. November 1999 in Betrieb genommen.
In der Anfangsphase gab es aufgrund eines Softwarefehlers laufend Verspätungen. Außerdem kam es zu zwei Unfällen:
- Im Jahre 2000 fuhr ein Zug auf einen anderen auf. Es gab einige Leichtverletzte.
- Im Jahre 2002 beschädigte ein verschobenes Rad die Führschiene und die Stromversorgung, so dass der Betrieb für einige Zeit vollständig unterbrochen werden musste.

Diese Vorkommnisse und zahlreiche Betriebsunterbrechungen wie ein dreimaliger Stromausfall am 12. Mai 2004 führten dazu, dass dieses System stark in die Kritik kam, mehr noch als die Nord-Ost-Linie.
Seit der Inbetriebnahme schreibt die Bukit Panjang LRT rote Zahlen. Darüber hinaus hatte das BPLRT mit der vorzeitigen Schließung und der späten Eröffnung am 23. Oktober 2017 begonnen, gefolgt von der vollständigen Schließung am 15. April 2018. Ab dem 13. Januar 2019 hatte das BPLRT um 23.30 Uhr Sperrstunde, um die Wartungsarbeiten zu intensivieren.